# Marek Szydłowski
Marek Wojciech Szydłowski (zm. 8 października 2020) – polski astrofizyk, profesor doktor habilitowany.

## Życiorys
4 lutego 1982 obronił na Katolickim Uniwersytecie Lubelskim pracę doktorską Problem ensemble'a wszechświatów w kosmologii relatywistycznej (promotor – Michał Heller). 10 stycznia 2002 habilitował się na Uniwersytecie Jagiellońskim na podstawie pracy zatytułowanej Regularna i chaotyczna ewolucja w jednorodnych modelach kosmologicznych. 26 lutego 2013 nadano mu tytuł profesora w zakresie nauk fizycznych.
Był profesorem w Instytucie – Obserwatorium Astronomicznego na Wydziale Fizyki, Astronomii i Informatyki Stosowanej Uniwersytetu Jagiellońskiego, oraz członka Komisji Układów Złożonych na III Wydziale Nauk Ścisłych i Technicznych Polskiej Akademii Umiejętności.
Zmarł 8 października 2020. Pochowany w Wierzchosławicach.